# Lužička kultura
Lužička kultura je prapovijesna kultura, regionalna inačica kulture polja sa žarama. Bila je raširena između Labe i Odre te istočnije sve do zapadne Ukrajine. Nastala je potkraj srednjega brončanog doba, a razvijala se tijekom kasnoga brončanog i starijega željeznog doba. Obilježavaju ju vrsni brončani predmeti (posuđe, igle, fibule, narukvice, noževi, koplja, sjekire, srpovi), često pronalaženi u ostavama, te tamno keramičko posuđe, kadšto premazano grafitom i ukrašeno plastičnim izbočinama i kanelirama. Za izradbu nakita upotrebljavao se jantar i staklena pasta. Poznato je više utvrđenih naselja među kojima se ističe dobro sačuvani Biskupin u Poljskoj. Paljevinski ukopi nalaze se u ravnim grobljima (polja sa žarama) ili ispod okruglih humaka.